# Đàm Diên Khải
Đàm Diên Khải (譚延闓, 25 tháng 1 năm 1880 – 22 tháng 9 năm 1930), ấu danh Bảo Lộ (寶璐), tự Tổ Am (組庵),  biệt hiệu Vô Úy (無畏), trai hiệu Thiết Trai (切齋) là một chính trị gia Trung Quốc thời Thanh mạt và đầu thời Dân quốc. Ông cũng là người giỏi thơ ca, thư pháp và bắn súng nên còn được gọi là "Đàm Tam pháp" (thi pháp, thư pháp và "thương pháp" tức bắn súng), cùng với Trần Tam Lập (陈三立) và Đàm Tự Đồng (谭嗣同) xưng là "Hồ Tương Tam Công tử". Đàm Diên Khải cũng được gọi là một trong "Tứ đại thư pháp gia của Quốc dân Đảng": Khải thư của Đàm Diên Khải, Thảo thư của Vu Hữu Nhiệm (于右任), Lệ thư của Hồ Hán Dân (胡漢民) và Triện thư của Ngô Trĩ Huy (吳稚暉).

## Tiểu sử

### Những năm đầu đời
Đàm Diên Khải sinh tại Hàng Châu ngày 25 tháng 1 năm 1880 (tức ngày 14 tháng Chạp năm Quang Tự thứ 5 (1879)), quê gốc ở Trà Lăng, Hồ Nam. Cha ông là Đàm Chung Lân (譚鍾麟) từng giữ chức Hộ bộ Thị lang, Thượng thư Bộ Công, Tổng đốc các tỉnh Phúc Kiến, Chiết Giang, Tứ Xuyên, Quảng Đông, Quảng Tây, Trực Lệ, từng đàn áp Khởi nghĩa Quảng Châu 1895 thời còn làm Tổng đốc Quảng Đông và Quảng Tây.
Diên Khải thông minh và hiếu học từ nhỏ dưới sự rèn giũa của cha ông. Mỗi ba ngày, ông phải viết được một bài văn và năm ngày phải viết được một bài thơ, ngoài ra còn phải học dùng bút lông, viết theo lối thư pháp chữ khải của Âu Dương Tuân (欧阳询), Nhan Chân Khanh (顏真卿). Tài năng của ông về văn bát cổ và thư pháp được nhà thư pháp nổi tiếng đương thời và cũng là đồng liêu của cha ông, Ông Đồng Hòa (翁同龢) đánh giá cao.
Năm Quang Tự thứ 28, Đàm Diên Khải tham gia thi Hương và đậu Cử nhân ở Hồ Nam. Năm Quang Tự thứ 30 (1904),  Đàm Diên Khải đến Khai Phong tham gia kì thị Hội cuối cùng ở Trung Quốc, và cũng là người Cống Sĩ đầu tiên ở Hồ Nam trong suốt 200 năm dưới triều nhà Thanh. Tháng 7 cùng năm, ông đứng thứ 35 trong kì thi Đình. Sau đó, ông đứng nhất trong kì thi Điện chọn Thứ Cát Sĩ, được tuyển làm quan biên tu trong Hàn Lâm Viện.
Năm Tuyên Thống thứ nhất (1909), Đàm Diên Khải được bầu làm Chủ tịch của Hồ Nam Tư Nghị Cục và trở thành người đứng đầu phái Lập hiến Hồ Nam.

### Thời trung niên
Sau khi Đốc quân Hồ Nam Tiêu Thế Phong (焦达峰) bị Mai Hinh (梅馨) sát hại ngày 31 tháng 10 năm 1911, Đàm Diên Khải lên làm Đốc quân Hồ Nam, lãnh chúa và Chủ tịch Thượng viện Hồ Nam.
Năm Dân Quốc thứ nhất (1912), Đàm Diên Khải gia nhập Quốc dân Đảng và là người đứng đầu chi bộ Đảng ở Hồ Nam. Năm 1913, ông đứng trung lập trong cuộc cách mạng lần thứ hai và bị Viên Thế Khải cách chức và kết án ông 4 năm tù. Sau đó Viên Thế Khải ân xá nhưng không cho phép ông trở về quê hương. Ông đến sống tại các nhượng địa Thanh Đảo và Thượng Hải.
Sau khi Viên Thế Khải qua đời năm 1916, tháng 8 Đàm Diên Khải được phục chức Tổng đốc Hồ Nam. Trong lần Trương Huân phục tịch năm 1917, ông được bổ nhiệm làm Tổng đốc Hồ Nam. Ông cố gắng giảm bớt quân đội và tập trung xây dựng công nghiệp và giáo dục, kết quả là Hồ Nam trở nên yếu hẳn trong phong trào bảo vệ Hiến pháp. Vào tháng 8 năm 1917, ông bị Đoàn Kỳ Thụy cách chức, Phú Lương Tá (傅良佐) được bổ nhiệm làm Giám sát Hồ Nam và bị đánh bại bởi quân Quế hệ đánh bại phải rút lui vào tháng 11.
Tháng 3 năm 1918,  quân phiệt Trương Kính Nghiêu (张敬尧) được bổ nhiệm làm Giám sát Hồ Nam, nhưng sau đó phải rút đi vì những hành vi vô đạo đức làm dấy lên phong trào trục xuất, anh trai của ông là Trương Kính Thang (張敬湯) bị giết. Khi Mao Trạch Đông chủ trương Hồ Nam độc lập, Đàm Diên Khải ủng hộ và được bổ nhiệm làm Tỉnh trưởng của Hồ Nam tự trị.
Vào ngày 16 tháng 8 năm 1920, Đàm Diên Khải kêu gọi các tỉnh tự trị theo Hiến pháp. Ngày 4 tháng 10, Liên đoàn các tầng lớp xã hội ở Hồ Nam kêu gọi Đàm Diên Khải triệu tập đại hội lập hiến. Ngày 10 tháng 10, bạn của Mao Trạch Đông là Bành Hoàng (彭璜) với sự hỗ trợ của Phòng Thương mại Hồ Nam và những người khác đã tổ chức tuần hành Hiến pháp Hồ Nam cho đến khi Đàm Diên Khải đồng ý triệu tập đại hội.
Ngày 7 tháng 11 năm 1920, cấp dưới của Trình Tiềm (程潛) chỉ huy đồn trú tại Lễ Lăng là Lý Trọng Lân (李仲麟) phát động binh biến Bình Giang bắn chết sĩ quan Tấn hệ là Tiêu Xương Sí (蕭昌炽), cưỡng chiếm Trường Sa. Ngày 23 tháng 11, Đàm Diên Khải từ chức, rời Hồ Nam chuyển đến Thượng Hải. Quân phiệt Hồ Nam là Triệu Hằng Dịch (赵恒惕) kế nhiệm.
Năm 1922, Đàm Diên Khải tái gia nhập Quốc dân Đảng và  tham gia trong chính quyền của Tôn Trung Sơn, giữ các chức vụ như Bộ trưởng Nội vụ, Tư lệnh Tập đoàn quân số hai của Quốc dân Cách mệnh quân, thành viên Ủy ban Thường vụ Trung ương Quốc dân Đảng, Chủ tịch Ủy ban Chính phủ quốc dân Trung Hoa Dân Quốc, Viện trưởng Hành chính viện.

## Qua đời
Đàm Diên Khải mất ở Nam Kinh năm 1930 và được chôn cất bên cạnh Lăng Tôn Trung Sơn trên núi Tử Kim.

## Giai thoại
Kỹ năng bắn súng của Đàm Diên Khải rất tốt, ông từng thi tài với các tướng lĩnh Bắc Dương và bắn trúng cả 10 phát.
Mẹ ruột của Đàm Diên Khải xuất thân là nô tì, sau đó trở thành vợ lẽ. Khi chết, theo gia quy, quan tài của người phụ nữ có địa vị thấp chỉ có thể đưa ra ngoài qua cửa phụ. Đàm Diên Khải vô cùng tức giận, ông nằm trên quan tài, chửi bới những người lớn trong nhà: "Bây giờ tôi chết rồi, tôi có thể ra cửa chính không?" Cả gia đình bàng hoàng không nói tiếng nào, vì vậy Đàm Diên Khải rước linh cữu mẹ mình ra qua cửa chính.
Khi Mao Trạch Đông còn là giáo viên ở Trường Sư phạm Hồ Nam và phát động nhiều phong trào gây rắc rối cho chính phủ. Có lần, Mao gửi thư muốn Đàm Diên Khải, lúc đó là Tỉnh trưởng Hồ Nam viết một tấm biển lên "Nhà xuất bản văn hóa", Đàm bất ngờ đồng ý mà không lấy tiền, mặc dù thư pháp và tranh của ông trên thị trường giá rất đắt.
Vào sinh nhật lần thứ 50 của Đàm Diên Khải, một người bạn học cũ của ông là Trương Minh Phi (張冥飛) từng viết bài báo trong đó so sánh Đàm với Phùng Đạo (馮道), Nghiêm Tung (嚴嵩), gần như khắp nơi đều mắng chửi, thậm chí Đàm còn béo phì, uống rượu Thiệu Hưng, luyện Thái cực quyền. Bài báo đăng lên, thành phố rùm beng, nhưng Đàm Diên Khải nói: văn của Trương Minh Phi không đúng sự thật, nhưng văn của ông ấy rất mạnh mẽ. Ông mời Trương Minh Phi đến dự sinh nhật của mình, và Trương đến xin lỗi ông công khai. Sau này, Đàm Diên Khải tiến cử Trương Minh Phi cho Tôn Khoa làm Ủy viên Bộ Đường sắt. Khi Đàm Diên Khải qua đời, Trương Minh Phi ôm quan tài khóc mà nói rằng: "Ai biết tôi, chính là Đàm Diên Khải".